# Andreas Leonhard Creuzer

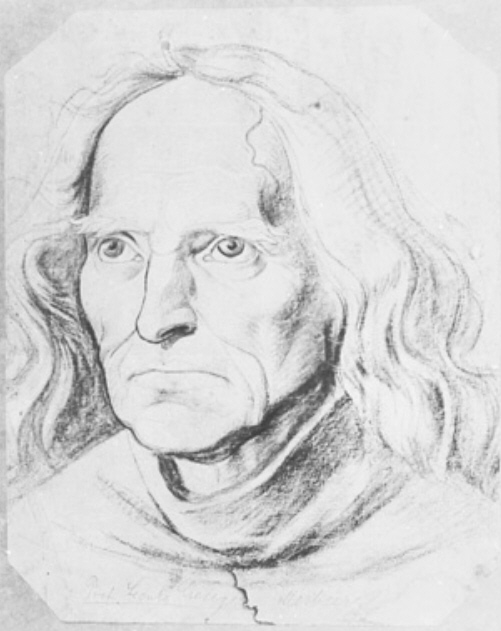
Leonhard Creuzer, gezeichnet von seinem Sohn Gustav Creuzer, um 1840

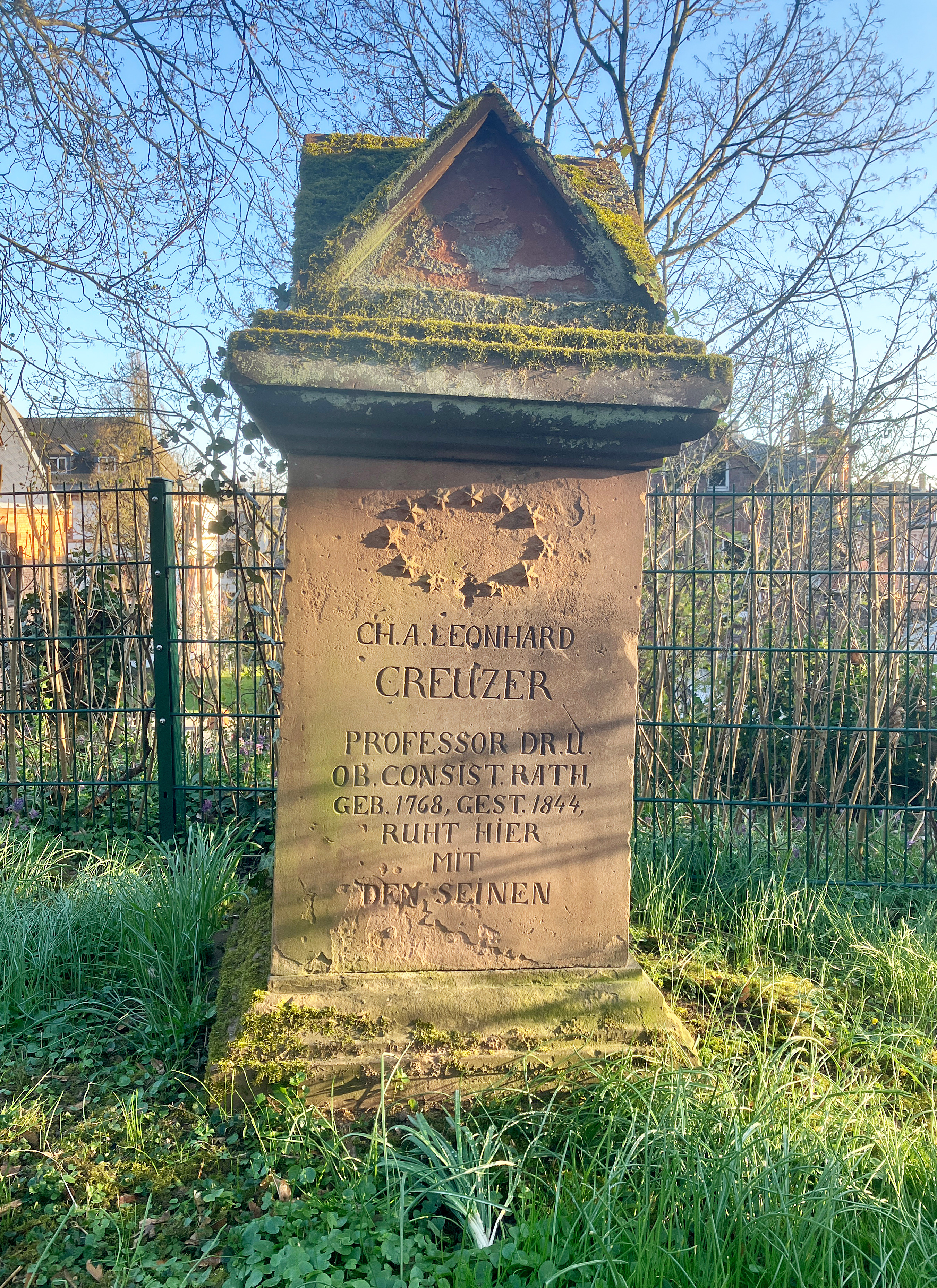
Familiengrab von Leonhard Creuzer auf dem Friedhof am Barfüßertor in Marburg

Leonhard Creuzer (* 20. November 1768 in Marburg; † 3. März 1844 in Marburg; vollständiger Name Christoph Andreas Leonhard Creuzer) war ein deutscher Theologe und der ältere Bruder des Philologen Friedrich Creuzer. Beide zählten zum Freundeskreis der Marburger Frühromantiker, welcher sich im Forsthof von Friedrich Carl von Savigny traf.

## Leben
Nach dem Studium der Theologie an der Philipps-Universität Marburg und an der Universität Jena wurde Creuzer zunächst lutherischer Prediger an der Elisabethkirche in Marburg, bevor er 1803 zum ordentlichen Professor der praktischen Theologie berufen wurde. Ab 1822 war er Mitglied des Konsistoriums, was ihm 1836 den Titel eines Oberkonsistorialrats verschaffte.

## Leistungen
Er machte sich wegen seiner Gewissenhaftigkeit und Pflichterfüllung um die Stadt Marburg verdient, so dass er 1834 zu ihrem Ehrenbürger ernannt wurde. Innerhalb seiner akademischen Laufbahn machte er sich um das Benefizialwesen verdient, welches seit 1828 unter seiner Verwaltung stand.

## Werke
- Skeptische Betrachtung über die Freiheit des Willens mit Hinsicht auf die neuesten Theorien über dieselben. Marburg 1793